# Mehdi Jeannin
Mehdi Jeannin, né le 20 avril 1991 à Besançon, est un footballeur franco-algérien, qui évolue au poste de gardien de but. Il évolue au poste de gardien de but au Pau FC.

## Carrière

### En club
En 2006, alors joueur au RC Besançon, il fait partie de la sélection des 14 ans de la Ligue de Franche-Comté. Après être passé à l'AS Ornans, il rejoint le Clermont Foot 63 en 2011 avant de jouer ses premiers matchs professionnels lors de la saison 2013-2014. La saison suivante, il devient numéro un dans les buts. Lors de la saison 2018-2019, il est avec Florent Ogier l'un des deux délégués syndicaux de l'UNFP au sein du Clermont Foot. 
Le 20 janvier 2020, il s'engage avec le FC Sochaux-Montbéliard. Doublure de Maxence Prévot, il ne dispute que 13 rencontres de Ligue 2 lors de son aventure sochalienne.

### En équipe nationale
Le 30 septembre 2015, il fait partie de la liste des 26 joueurs sélectionnés par le sélectionneur national Christian Gourcuff, pour participer au stage de l'équipe nationale, dans le cadre des matchs amicaux face à la Guinée et au Sénégal les 9 et 13 octobre suivants, mais n'entre pas en jeu.

## Statistiques détaillées
| Saison                | Club                  | Championnat           | Championnat | Championnat | Coupe(s) nationale(s) | Coupe(s) nationale(s) | Algérie | Algérie | Total | Total |
| Saison                | Club                  | Division              | M.          | B.          | M.                    | B.                    | M.      | B.      | M.    | B.    |
| 2013-2014             | Clermont Foot 63      | Ligue 2               | 2           | 0           | -                     | -                     | -       | -       | 2     | 0     |
| 2014-2015             | Clermont Foot 63      | Ligue 2               | 28          | 0           | 1                     | 0                     | -       | -       | 29    | 0     |
| 2015-2016             | Clermont Foot 63      | Ligue 2               | 31          | 0           | -                     | -                     | -       | -       | 31    | 0     |
| 2016-2017             | Clermont Foot 63      | Ligue 2               | 22          | 0           | -                     | -                     | -       | -       | 22    | 0     |
| 2017-2018             | Clermont Foot 63      | Ligue 2               | 0           | 0           | 4                     | 0                     | -       | -       | 4     | 0     |
| 2018-2019             | Clermont Foot 63      | Ligue 2               | 10          | 0           | 4                     | 0                     | -       | -       | 14    | 0     |
| Sous-total            | Sous-total            | Sous-total            | 93          | 0           | 9                     | 0                     | 0       | 0       | 102   | 0     |
| Total sur la carrière | Total sur la carrière | Total sur la carrière | 93          | 0           | 9                     | 0                     | 0       | 0       | 102   | 0     |